# Laura Stiben
Laura Stiben (* 25. Mai 1992 in Weilburg als Laura Störzel) ist eine deutsche Fußballspielerin.

## Karriere

### Vereine
Ihr Debüt für Bad Neuenahr gab sie am 6. September 2008, dem ersten Spieltag der Saison 2008/09. In den Spielzeiten 2009/10, 2010/11 und 2011/12 gehörte Störzel zum Stammkader Bad Neuenahrs und verpasste in diesem Zeitraum lediglich zwei von 66 möglichen Spielen. Ihr erstes Bundesligator schoss sie am 4. September 2011 bei einer Heimniederlage gegen die SG Essen-Schönebeck. Zur Saison 2013/14 unterschrieb Störzel einen Vertrag beim SC Freiburg, den sie bereits nach einem Jahr wieder verließ. Am 1. September 2014 unterschrieb Störzel einen Vertrag beim 1. FFC Frankfurt. Mit Frankfurt gewann sie 2015 die Champions League, saß beim Finale aber nur auf der Ersatzbank. Im Juli 2020 wurde der 1. FFC Frankfurt in den Verein Eintracht Frankfurt integriert und bildet somit die Frauenfußballabteilung des Vereins. Am Ende der Saison 2020/21 verließ Störzel Frankfurt nach 7 Jahren. Zu Beginn des Jahres 2022 schloss sich Stiben dem französischen Erstligisten Girondins Bordeaux an. Sie kam dort aber zu keinem Ligaeinsatz. Zur Saison 2022/23 wechselte sie zum deutschen Regionalligisten TSV Schott Mainz.

### Nationalmannschaft
Störzel gewann 2008 mit der U-16-Nationalmannschaft den Nordic Cup. Am 27. Oktober 2010 debütierte sie bei einem Freundschaftsspiel in Schweden in der U-19-Nationalmannschaft Deutschlands. Ihr erstes Spiel für die U-20 machte sie am 25. Oktober 2011 bei einem Freundschaftsspiel gegen Belgien. Im Februar 2012 nahm sie mit der deutschen U-20 an einem Vier-Nationen-Turnier in La Manga teil und kam dort in zwei Spielen zum Einsatz.

## Persönliches
Im Sommer 2021 heiratete Laura Störzel und nahm den Nachnamen Stiben an.

## Erfolge
- Nordic-Cup-Siegerin 2008
- Champions-League-Siegerin 2015